# Piper ribesioides
Piper ribesioides är en pepparväxtart som beskrevs av Nathaniel Wallich. Piper ribesioides ingår i släktet Piper och familjen pepparväxter. Inga underarter finns listade i Catalogue of Life.